# Vincent Simon (esgrimidor)
Vincent Simon (9 de abril de 1990) es un deportista francés que compitió en esgrima, especialista en la modalidad de florete.
Ganó una medalla de oro en el Campeonato Mundial de Esgrima de 2014 y una medalla de oro en el Campeonato Europeo de Esgrima de 2014, ambas en la prueba por equipos.

## Palmarés internacional
| Campeonato Mundial | Campeonato Mundial    | Campeonato Mundial | Campeonato Mundial  |
| Año                | Lugar                 | Medalla            | Prueba              |
| ------------------ | --------------------- | ------------------ | ------------------- |
| 2014               | Kazán (Rusia)         | Medalla de oro     | Florete por equipos |
| Campeonato Europeo |                       |                    |                     |
| Año                | Lugar                 | Medalla            | Prueba              |
| 2014               | Estrasburgo (Francia) | Medalla de oro     | Florete por equipos |